# (18088) Roberteunice
(18088) Roberteunice (2000 JS30) – planetoida z pasa głównego asteroid okrążająca Słońce w ciągu 3,57 lat w średniej odległości 2,33 j.a. Odkryta 7 maja 2000 roku.